# Chauve Souris (Mahé)
Chauve Souris – grupa dwóch skalistych, granitowych wysepek (większa o wymiarach ok. 73×58 m, mniejsza – ok. 50×20 m), położona 300 m na północny zachód od zatoczki Anse aux Poules Bleues (w zatoce Anse à la Mouche), w południowo-zachodniej części wyspy Mahé, na Oceanie Indyjskim, w grupie Wysp Wewnętrznych w Republice Seszeli. Wysepki pokryte są roślinnością tropikalną.